# Antonio Zamorano
Antonio Raúl Zamorano Herrera (La Ligua, 30 de septiembre de 1908-Santiago, 13 de septiembre de 1995) fue un sacerdote, político, parlamentario chileno, conocido popularmente como «el cura de Catapilco». Su figura cobró notoriedad en la política chilena al postularse como candidato independiente en las elecciones presidenciales de 1958, donde su participación resultó clave al restar votos a Salvador Allende, contribuyendo así a la victoria de Jorge Alessandri.

## Biografía
Fue hijo del empresario de transporte a sangre Benancio Zamorano Castro y de Herminia Herrera. Realizó sus estudios en la escuela del Patronato de San Antonio en Santiago, y posteriormente en el Seminario Franciscano de Santiago, La Granja, ordenándose sacerdote en 1932. Realizó cursos de especialización en la Universidad Católica de Chile.
Se desempeñó como profesor de Filosofía, Griego, Latín, Hebreo, Álgebra y Trigonometría en el Seminario de La Granja, durante 5 años, hasta 1933. Luego fue profesor del Seminario de Iquique, durante 7 años y hasta 1940, los últimos años y en la misma ciudad, fue secretario del obispo Carlos Labbé Márquez.
En 1940 fue designado como párroco de Catapilco, localidad de la región de Valparaíso, lo que lo hizo conocido como el «Cura de Catapilco». En dicha localidad creó la escuela parroquial, donde él mismo hacía clases, y el cementerio parroquial. Se retiró de la vida sacerdotal al finalizar su mandato en la parroquia de Catapilco, en 1956.
Se casó con Aurelia Julio Valdivia, en Santiago, el 26 de julio de 1964.
Murió en Santiago a los 87 años. Como exfranciscano, fue velado en la Iglesia de San Francisco de esa ciudad. Sus restos reposan en el mausoleo familiar del Cementerio Parroquial de Catapilco, en la comuna de Zapallar.

## Carrera política
De pensamiento anticomunista, especialmente por sus convicciones contrarias al marxismo ateo y su ideario totalitario, y a raíz de tantos años de trabajo con los pobres en la Iglesia, se interesó cada vez más en los problemas sociales que vivían los campesinos en aquellos años, hasta que en abril de 1952 fue elegido regidor de Zapallar, y en 1957 se presentó como candidato independiente a diputado en las elecciones parlamentarias de 1957, siendo electo por la 6.ª Agrupación de Valparaíso y Quillota, para el periodo de 1957-1961.
En 1958 se presentó como candidato independiente a la elección presidencial de ese año, teniendo un impensado arrastre en sectores populares de Valparaíso, Aconcagua, Talca, Linares y otras zonas rurales de Chile. Para sustentar su candidatura creó el partido Unión Nacional Laborista.
|  | 31,8 % |

|  | 31,2 % |

La izquierda chilena, temiendo un menoscabo de su fuerza, producto de la presencia de esta curiosa candidatura independiente y su gran llegada popular, hizo circular la idea de que su postulación había sido financiada bajo cuerda por el comando de derecha de Jorge Alessandri; Alessandri efectivamente esperaba que Antonio Zamorano le quitara votos a Salvador Allende, representante del Frente de Acción Popular (FRAP), lo que efectivamente ocurrió. Obtuvo el 3,3%, con 41 244 votos, un poco más del margen que separaba a Allende de Alessandri, por lo que se considera que la modesta candidatura que representaba Zamorano y sus ideas cambió enormemente el curso de la historia, ya que si no se hubiese presentado, el futuro presidente socialista de la Unidad Popular, Salvador Allende, podría haber sido elegido una década antes.
Fue simpatizante y colaborador de la dictadura militar, apoyó la opción «Sí» a la nueva Constitución en el plebiscito de 1980. Durante ese periodo escribió semanalmente columnas de opinión en revistas y diarios chilenos como La Tercera y otros medios extranjeros. Sus artículos sobre la relación de la Iglesia, la teología de la liberación latinoamericana y la extrema izquierda chilena, fueron recopilados en un libro de autoedición de dos volúmenes titulado El diablo vendiendo cruces.[cita requerida]